# My Father is Coming
Pour plus de détails, voir Fiche technique et Distribution.
My Father is Coming (en français Mon père arrive) est un film allemand réalisé par Monika Treut sorti en 1991.

## Synopsis
Vicky vit dans l'East Village de New York et souhaite avoir une carrière d'actrice. Ses castings étant désastreux, elle travaille comme serveuse dans un restaurant où son amie portoricaine Lisa travaille également comme cuisinière. Sa vie est bouleversée lorsque son père Hans vient. Il veut rendre visite à sa fille, qu'il considère comme une actrice à succès. Vicky doit trouver quelque chose pour entretenir cette façade. Alors qu'elle se livre à une tromperie, faisant passer son colocataire gay Ben pour son mari, elle rencontre le mystérieux inconnu Joe, qui est un transsexuel de femme vers homme. Pendant ce temps, Hans explore seul la sous-culture new-yorkaise. Il apprend du fakir Musafar comment se débarrasser de son insomnie et fait une rencontre mémorable avec la reine du porno Annie Sprinkle, titulaire d'un doctorat. Pour le père et la fille, cette visite devient un voyage aventureux de découverte.

## Fiche technique
- Titre original : My Father is Coming
- Réalisation : Monika Treut assistée de Christine Le Goff
- Scénario : Monika Treut, Bruce Benderson
- Musique : Steven C. Brown
- Direction artistique : Robin Ford
- Costumes : Debbie Pastor
- Photographie : Elfi Mikesch
- Son : Neil Danziger
- Montage : Steven C. Brown
- Production : Monika Treut
- Société de production : Hyena Films, NDR
- Pays de production :  Allemagne
- Langue : allemand
- Format : Couleur - 1,37:1 - Dolby - 16 mm
- Genre : Comédie
- Durée : 82 minutes
- Date de sortie :
  - Allemagne : 23 février 1991 (Berlinale).
  - Royaume-Uni : 26 juillet 1991.
  - France : 8 juin 1994.
  - Danemark : 7 juin 1996.

## Distribution
- Alfred Edel : Hans
- Shelley Kästner : Vicky
- Annie Sprinkle : Annie
- Michael Massee : Joe
- Mary Lou Graulau : Lisa
- David Bronstein : Ben
- Dominique Gaspar : Christa
- Flora Gaspar : Dora
- Fakir Musafar : Fakir
- Israel Marti : Tito
- Bruce Benderson : Allan
- Mario de Colombia : le chanteur
- Rebecca Levin : l'hôtesse du talk-show
- Stephen Feld : l'agent
- Charles-John Austen : le manager du restaurant
- Fidel Howden : le chauffeur de taxi
- Mariana Diaz : la tante de Tito
- Lynne Tillman (en) : une invitée
- Susan McLeod : la folle dans la rue
- Ursula Mollnaro : la femme dans la rue
- Amanda Ma : l'actrice asiatique
- Kat Lane : la réceptionniste
- Katriana Kaninchen : A. D.
- Tracy Gale Norman : Drag Quenn
- Bobby Baden : le barman russe
- Michael Waits : le barman chez Eileen's

## Production
My Father is Coming est tourné à New York entre le 23 avril 1990 et juin 1990.